# Giovanni Battista Zeno
Giovanni Battista Zeno, född 1439 eller 1440 i Venedig, död den 8 maj 1501 i Padua, var en italiensk kardinal.
Zeno, som var biskop av Vicenza, utsågs 1468 till kardinal och åtnjöt stort rykte för lärdom och fromhet. På ålderdomen drog han sig undan Alexander VI:s bullrande hov till Padua. Ett ståtligt monument över Zeno uppsattes 1505 i San Marco i Venedig.